# Menhir de la Bergerie des Étennevaux
Le menhir de la Bergerie des Étennevaux, appelé aussi Grosse Pierre, est un menhir situé à Saint-Germain-des-Vaux, dans le département français de la Manche, en Normandie.

## Description
Le menhir est constitué d'un bloc de granite de forme parallélépipédique. Il mesure 2,25 m de hauteur sur 1,30 m de largeur, pour un périmètre de 3,20 m à la base.
Des signes gravés désormais effacés se voyaient jadis sur la pierre.

## Toponyme
Le microtoponyme Étennevaux est mentionné sous la forme Estennewant en 1207. Le premier élément Estenne- représente sans doute l'ancien scandinave steinn « pierre », déjà rencontré dans le nom de la pierre Gélétan, et le second, -want, est une forme altérée de l'ancien scandinave vangr, « champ, pré » (peut-être influencé phonétiquement par le vieil anglais wang de même sens), d'où une forme initiale *Steinavangr, *Steinawang, avec steinn au génitif pluriel steina « des pierres », d'où le sens global de « champ, pré des pierres », ce qui correspond au site. En revanche, -want a été altéré en -vaux par attraction du français vaux, pluriel de val, et du nom de la commune Saint-Germain-des-Vaux.